# Местраль де Сен-Сафорен, Арман Франсуа Луи де
Арман Франсуа Луи де Местраль де Сен-Сафорен (фр. Armand Francois Louis de Mestral de Saint-Saphorin; 1738—1805) — датский дипломат швейцарского происхождения, посол Дании в Российской империи в 1784-1789 годах.

## Биография
Родился 8 февраля 1738 года в замке Сен-Сафорен в семье землевладельца Анри де Местраля де Пампиньи и Луизы де Песм де Сен-Сафорен. Был швейцарцем по происхождению и принадлежал к старинной семье землевладельцев. 
Как и его дед, Франсуа Луи де Песм де Сен-Сафорен (1668-1737), Арман выбрал дипломатическую карьеру. Изучал политологию в Женеве и в 1758-1759 годах в Гёттингенском университете.
При содействии министра по делам государства и министра иностранных дел Дании графа Йоханна фон Бернсторфа Арман де Сен-Сафорен поступил на датскую службу. В 1762 году получил чин камергера и был назначен секретарём дипломатической миссии при графе Адольфе фон дер Остене в Дрездене и Варшаве. в 1763 году в качестве поверенного в делах сопровождал графа фон дер Остена, который был назначен послом в Санкт-Петербурге.
В 1765 году направлен министр-резидентом в Варшаву, а в 1767 году назначен послом Дании в Варшаве. В 1773-1778 годах был послом Дании в Мадриде, в 1778-1784 годах - посол Дании в Амстердаме.
В 1784-1789 годах был послом Дании в Санкт-Петербурге. В 1790 году был направлен послом в Вену, где и умер в 1805 году.
Местраль де Сен-Сафорен не был выдающимся дипломатическим деятелем, почти не интересовался Данией и датским языком. Граф Андреас фон Бернсторф в своих воспоминаниях отмечал, что Местраль де Сен-Сафорен был не очень любезен, а его мораль подвергалась критике, но он был знающим, прилежным и надежным, поэтому во время различных системных изменений оставался на датской государственной службе. 
Французский посол в России граф де Сегюр характеризовал Местраль де Сен-Сафорена следующим образом: 
Барон Нолькен, шведский министр, и Сен-Сафорен, министр датский, пользовались также всеобщим уважением, как люди скромные, общительные и образованные.
Он был знатоком искусства и обладал значительной коллекцией картин и гравюр на меди. Был не женат.

## Награды
- Орден Даннеброг (Hvid ridder, королевство Дания)
- Орден Белого орла  (1773, Речь Посполитая)
- Орден Святого Станислава (1773, Речь Посполитая)